# 马克·李维

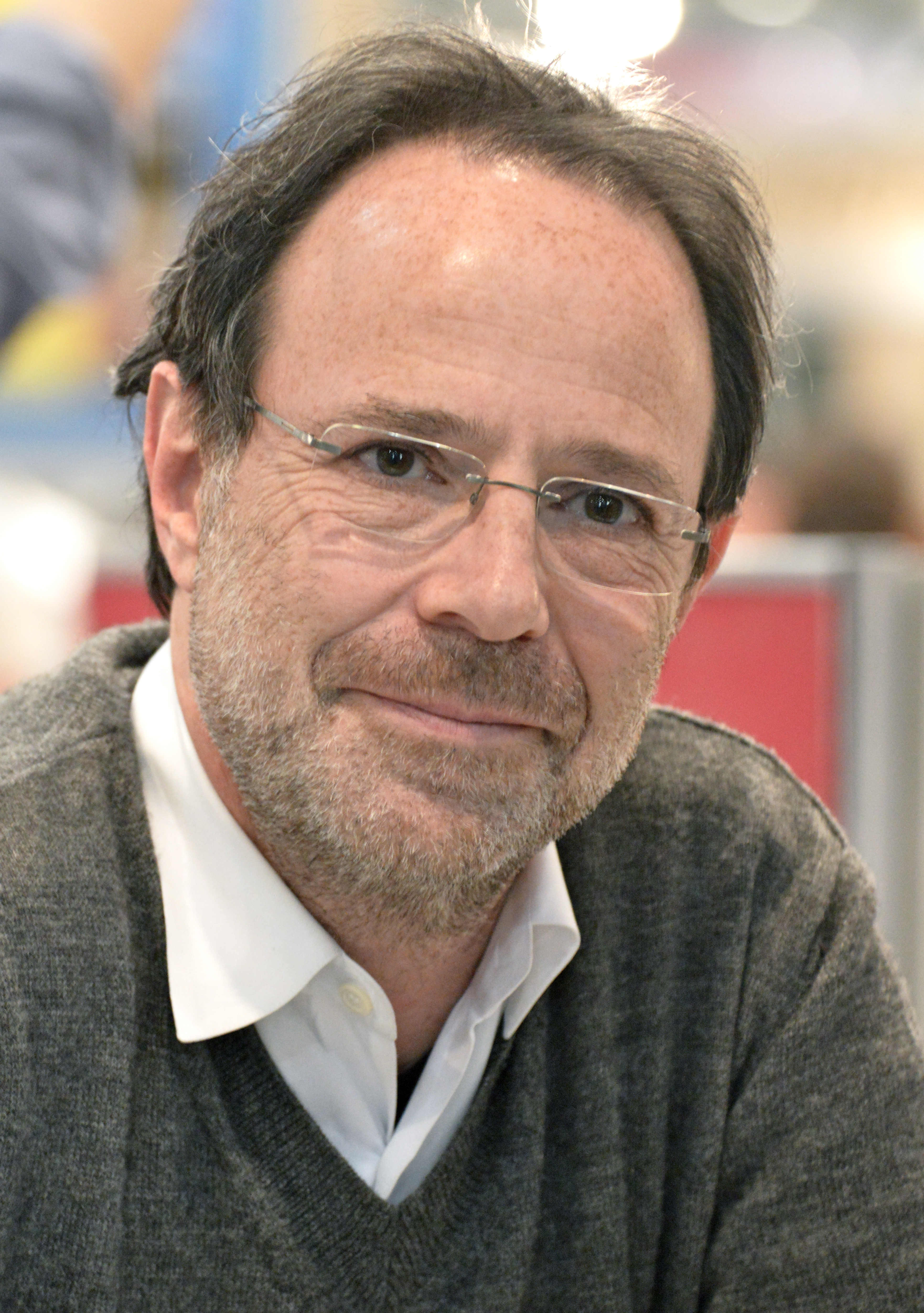
马克·李维在2013年魁北克国际书展

马克·李维（法語：Marc Levy，1961年10月16日—），法国“治愈系”小说家，出生于上塞纳省布洛涅-比扬古，毕业于巴黎第九大学管理学和计算机系。他是全世界拥有最多读者的法国作家之一，连续12年蝉联《费加罗报》“法国最畅销小说家”榜首。 
他原本不是作家，曾经创办过数码影像合成公司，但遇到了挫折，经历过破产，在29岁时从头开始与姐夫创立了一家建筑公司。马克·李维在37岁时写下处女作《假如这是真的》送给儿子。好莱坞导演史蒂芬·斯皮尔伯格在这本书出版前只看了两页，便以两百万美元买下版权，拍成电影《出窍情人》。这部小说出版后一炮而红，成为法国当年年度销售冠军。走红之后，他从建筑公司辞职，搬到英国伦敦专注于写作。

## 作品
“童年”和“历史”是两个令李维着迷的主题。在早期作品中，他的故事偏向“成长小说”，用细腻文字描写少年困惑、敏感的内心，明媚中透着忧伤，在众多事件的考验和磨炼之下，逐渐走向成熟圆满。代表作是童年情节浓厚的《偷影子的人》。随后，他推出了《伊斯坦布尔假期》作为过渡性的作品，将“成长”和“历史”两个主题融为一体。他从一个囿于小情小爱的“自传式”作家，转型为一个有历史责任感的作家。
- 《偷影子的人》
- 《如果一切重来》
- 《伊斯坦布尔假期》
- 《假如这是真的》
- 《你在哪里》
- 《七日成永恒》